# Arrondissement Lyon
Arrondissement Lyon (fr. Arrondissement de Lyon) je správní územní jednotka ležící v departementech Métropole de Lyon a Rhône (region Auvergne-Rhône-Alpes) ve Francii. Člení se dále na 137 obcí: 59 obcí metropoli Lyonu a 78 obcí v Rhône.

## Dějepis
Arrondissement existuje od r. 1800.

Arrondissement Lyon od 1800 do 2014 (červené)
Arrondissement Lyon od 2015 do 2016 (červené)
Arrondissement Lyon od 2017 (červené i tmavočervené)